# Wit Studio
Wit Studio (japonsky 株式会社ウィットスタジオ, Kabušiki gaiša Uitto Sutadžio) je japonské animační studio, které v roce 2012 založili producenti studia Production I.G jako dceřinou společnost IG Port. Prezidentem společnosti je George Wada a ředitelem studia Tecuja Nakatake, přičemž oba jsou zároveň producenty studia Production I.G. Sídlo společnosti se nachází v tokijském Musašino. Mezi doposud nejúspěšnější dílo Wit Studia patří celosvětově populární série Útok titánů.
Počáteční investici studia ve výši 30 milionů jenů zafinancoval roku 2012 IG Port. Bylo uvedeno, že společnost vlastní 66,6 % studia, George Wada 21,6 % a Tecuja Nakatake 10 %.

## Tvorba

### Televizní seriály
| Rok  | Název                                 | Režie                        | Od               | Do                | Díly | Poznámky                                                 | Zdroje        |
| ---- | ------------------------------------- | ---------------------------- | ---------------- | ----------------- | ---- | -------------------------------------------------------- | ------------- |
| 2013 | Šingeki no kjodžin                    | Tecuró Araki Masaši Koizuka  | 7. dubna 2013    | 1. července 2019  | 59   | Adaptace série mangy, jejíž mangakou je Hadžime Isajama. |               |
| 2014 | Hózuki no reitecu                     | Hiro Kaburaki                | 10. ledna 2014   | 4. dubna 2014     | 13   | Adaptace série mangy, jejíž mangakou je Nacumi Eguči.    |               |
| 2015 | The Rolling Girls                     | Kotomi Deai                  | 10. ledna 2015   | 28. března 2015   | 12   | Původní dílo.                                            |               |
| 2015 | Owari no Seraph                       | Daisuke Tokudo               | 4. dubna 2015    | 26. prosince 2015 | 24   | Adaptace série mangy, jejíž mangakou je Takaja Kagami.   |               |
| 2016 | Kótecudžó no kabaneri                 | Tecuró Araki                 | 8. dubna 2016    | 30. června 2016   | 12   | Původní dílo.                                            |               |
| 2017 | Čarodějova nevěsta                    | Norihiro Naganuma            | 7. října 2017    | 24. března 2018   | 24   | Adaptace série mangy, jejíž mangakou je Kore Jamazaki.   | [ 5 ]         |
| 2018 | Koi wa ameagari no jó ni              | Ajumu Watanabe               | 21. ledna 2018   | 30. března 2018   | 12   | Adaptace série mangy, jejíž mangakou je Džun Majuzuki.   | [ 6 ]         |
| 2019 | Kedama no gondžiró                    | Kenširó Morii                | 6. dubna 2019    | 28. března 2020   | 52   | V koprodukci se studiem OLM.                             | [ 7 ]         |
| 2019 | Vinland Saga                          | Šuhei Jabuta                 | 7. července 2019 | 29. prosince 2019 | 24   | Adaptace série mangy, jejíž mangakou je Makoto Jukimura. | [ 8 ]         |
| 2020 | Gal gaku. Hidžiri Girls Square gakuin | Norihito Takahaši            | 6. dubna 2020    | 29. března 2021   | 50   | V koprodukci se studiem OLM.                             | [ 9 ]         |
| 2020 | Great Pretender                       | Hiro Kaburaki                | 8. července 2020 | 16. prosince 2020 | 23   | Původní dílo.                                            | [ 10 ] [ 11 ] |
| 2021 | Vivy: Fluorite Eye's Song             | Šinpei Ezaki                 | 3. dubna 2021    | 19. června 2021   | 13   | Původní dílo.                                            | [ 12 ]        |
| 2021 | Ósama Ranking                         | Jósoke Hatta Makoto Fučigami | 15. října 2021   | 25. března 2022   | 23   | Adaptace série mangy, jejíž mangakou je Sósuke Tóka.     | [ 13 ]        |
| 2022 | Spy × Family                          | Kazuhiro Furuhaši            | 9. dubna 2022    | bude oznámeno     | 25   | Adaptace série mangy, jejíž mangakou je Tacuja Endó.     | [ 14 ]        |
| 2022 | Onipan!                               | Masahiko Óta                 | 11. dubna 2022   | 1. července 2022  | 12   | Původní dílo.                                            | [ 15 ]        |

### Filmy
| Rok  | Název                                                   | Režie                       | Premiéra           | Poznámky                                                                          | Zdroje        |
| ---- | ------------------------------------------------------- | --------------------------- | ------------------ | --------------------------------------------------------------------------------- | ------------- |
| 2013 | Hal                                                     | Rjótaró Makihara            | 8. června 2013     | Původní dílo.                                                                     |               |
| 2014 | Šingeki no kjodžin: Guren no jumija                     | Tecuró Araki                | 22. listopadu 2014 | Rekapitulační filmy první řady anime seriálu Šingeki no kjodžin.                  |               |
| 2015 | Šingeki no kjodžin: Džijú no cubasa                     | Tecuró Araki                | 27. července 2015  | Rekapitulační filmy první řady anime seriálu Šingeki no kjodžin.                  |               |
| 2015 | Šiša no teikoku                                         | Rjótaró Makihara            | 2. října 2015      | Součást projektu Itoh.                                                            |               |
| 2016 | Kótecudžó no kabaneri sóšúhen zenpen cudou hikari       | Tecuró Araki                | 31. prosince 2016  | Rekapitulační filmy anime seriálu Kótecudžó no kabaneri.                          |               |
| 2017 | Kótecudžó no kabaneri sóšúhen kóhen moeruinoči          | Tecuró Araki                | 7. ledna 2017      | Rekapitulační filmy anime seriálu Kótecudžó no kabaneri.                          |               |
| 2017 | Donten ni warau gaiden: Kecubetsu, jamainu no čikai     | Tecuja Wakano               | 2. prosince 2017   | Filmy adaptaující manga sérii Donten ni warau, jejíž mangakou je Karakara-Kemuri. |               |
| 2018 | Donten ni warau gaiden: Šukumei, sótó no Fúma           | Tecuja Wakano               | 9. června 2018     | Filmy adaptaující manga sérii Donten ni warau, jejíž mangakou je Karakara-Kemuri. |               |
| 2018 | Donten ni warau gaiden: Óka, tenbó no kakjú             | Tecuja Wakano               | 1. září 2018       | Filmy adaptaující manga sérii Donten ni warau, jejíž mangakou je Karakara-Kemuri. |               |
| 2018 | Gekidžóban Šingeki no kjodžin season 2: Kakusei no hókó | Tecuró Araki Masaši Koizuka | 13. ledna 2018     | Rekapitulační film druhé řady anime seriálu Šingeki no kjodžin.                   |               |
| 2018 | Pokémon film: Společně to zvládnem                      | Tecuo Jadžima               | 13. července 2018  | Pokračování filmu Pokémon film: Volím si tebe!. V koprodukci se studiem OLM.      |               |
| 2019 | Kabaneri ze Železné pevnosti: Bitva o Unato             | Tecuró Araki                | 10. května 2019    | Pokračování anime seriálu Kótecudžó no kabaneri.                                  |               |
| 2020 | Šingeki no kjodžin: Chronicle                           | Tecuró Araki Masaši Koizuka | 17. července 2020  | Rekapitulační film všech tří řad anime seriálu Šingeki no kjodžin.                |               |
| 2022 | Bubble                                                  | Tecuró Araki                | 13. května 2022    | Původní dílo.                                                                     | [ 16 ] [ 17 ] |

### OVA
| Rok  | Název                               | Režie                                                 | Od               | Do             | Díly | Poznámky                                                    |
| ---- | ----------------------------------- | ----------------------------------------------------- | ---------------- | -------------- | ---- | ----------------------------------------------------------- |
| 2013 | Šingeki no kjodžin                  | Tecuró Araki                                          | 9. prosince 2013 | 8. srpna 2014  | 3    | Adaptace série mangy, jejíž mangakou je Hadžime Isajama.    |
| 2015 | Hózuki no reitecu                   | Hiro Kaburaki (první a druhý) Kazuhiro Yoneda (třetí) | 23. února 2015   | 21. srpna 2015 | 3    | Adaptace série mangy, jejíž mangakou je Nacumi Eguči.       |
| 2016 | Šingeki no kjodžin: Kuinaki sentaku | Tecuró Araki                                          | 5. dubna 2016    | 2. srpna 2016  | 2    | Adaptace série mangy, jejímž spisovatelem je Gun Snark.     |
| 2016 | Owari no Seraph: Kjúkecuki šahal    | Hironori Aojagi                                       | 2. května 2016   | 2. května 2016 | 1    | Adaptace série mangy, jejímž spisovatelem je Takaja Kagami. |
| 2016 | Mahócukai no jome: Hoši macu hito   | Norihiro Naganuma                                     | 9. září 2016     | 9. září 2017   | 3    | Adaptace série mangy, jejíž mangakou je Kore Jamazaki.      |
| 2017 | Šingeki no kjodžin: Lost Girls      | Tecuró Araki Masaši Koizuka                           | 9. prosince 2017 | 9. srpna 2018  | 3    | Adaptace série light novel, jejímž autorem je Hiroši Seko.  |
| 2019 | Tocukuni no šódžo                   | Jútaró Kubo Satomi Tani                               | 10. září 2019    | 10. září 2019  | 1    | Adaptace série mangy, jejíž mangakou je Nagabe.             |

### ONA
| Rok  | Název                            | Režie            | Od              | Do              | Díly | Poznámky                                                | Zdroje |
| ---- | -------------------------------- | ---------------- | --------------- | --------------- | ---- | ------------------------------------------------------- | ------ |
| 2016 | Star Fox Zero: The Battle Begins | Kjodži Asano     | 20. dubna 2016  | 20. dubna 2016  | 1    | Krátkometrážní film založený na videohře Star Fox Zero. |        |
| 2022 | Vampire in the Garden            | Rjótaró Makihara | 16. května 2022 | 16. května 2022 | 5    | Původní seriál Netflixu.                                | [ 18 ] |
| 2022 | Juki hodo kiši futaai            | Ken Jamamoto     | 18. května 2022 | 22. června 2022 | 3    | Založeno na videohře Pokémon Legends: Arceus.           |        |

### Videohry
| Rok  | Název                                         | Datum vydání      | Vydavatel        | Platformy                                                           | Poznámky                 |
| ---- | --------------------------------------------- | ----------------- | ---------------- | ------------------------------------------------------------------- | ------------------------ |
| 2017 | Tales of the Rays                             | 28. února 2017    | Bandai Namco     | Android, iOS                                                        | Úvodní scény a cutscény. |
| 2018 | Princess Connect! Re:Dive                     | 15. února 2018    | Cygames          | Android, iOS                                                        | Úvodní scény a cutscény. |
| 2018 | BlazBlue: Cross Tag Battle                    | 31. května 2018   | Arc System Works | Nintendo Switch, PlayStation 4, Microsoft Windows, arkádový automat | Úvodní scény.            |
| 2018 | Kótecudžó no kabaneri -Ran- hadžimaru mičiato | 19. prosince 2018 | DMM Games        | Android, iOS                                                        | Úvodní scény.            |

### Videoklipy
| Rok  | Název                     | Datum vydání   | Interpret               | Režie         | Zdroje |
| ---- | ------------------------- | -------------- | ----------------------- | ------------- | ------ |
| 2019 | „We're Still Underground“ | 24. ledna 2019 | Eve                     | Nobutaka Joda | [ 19 ] |
| 2019 | „This World to You“       | 20. dubna 2019 | [ 20 ]                  |               |        |
| 2020 | „Blue: Line Step Brush“   | 2020           | Under Graph             | Kengo Saitó   | [ 21 ] |
| 2020 | „Sakugasaku“              | 2020           | Učikubi Gokumon Dókókai | Kjódži Asano  | [ 22 ] |